# Варгас Прието, Оскар
Оскар Варгас Прието (исп. Oscar Vargas Prieto; 8 августа 1917 года, Мокегуа, Перу — 1989 год, Лима, Перу) — перуанский генерал и политик, Премьер-министр Перу с 30 августа 1975 года по 31 января 1976 год.

## Биография
Оскар Варгас Прието родился 8 августа 1917 года в городе Мокегуа. Получил начальное образование в родном городе, продолжил обучение колледже «Francisco Bolognesi» в Такне, затем поступил в Военную школу «Чоррильяс» в Лиме, которую окончил в 1941 году. Служил в вооружённых силах Перу. Один из участников военного переворота 1968 года, в результате которого к власти пришло Революционное правительство вооружённых сил. В 1971 году в соответствии с декретом-законом № 19039 и Основным законом о системе национального контроля исполнял обязанности Генерального контролёра республики в период реорганизации этого ведомства. В периоды нахождения на этом посту генерал Варгас принимал активное участие в Международных конгрессах налоговых служб в Монреале и Боготе. Благодаря его усилиям один из Конгрессов единогласно решил разместить в Лиме резиденцию Латиноамериканского института налогов (исп. Instituto Latinoamerocano de Ciencias Fiscalizadoras – ILACIF). В соответствии с Испанской декларацией Варгас занял пост председателя Международной организации налоговых служб (INTOSAI) перед Международным конгрессом организации в Лиме.
Дивизионный генерал, главнокомандующий сухопутными войсками. Член Революционной хунты, принявшей власть после отставки президента Хуана Веласко Альварадо и назначившей на пост президента (Декрет-закон № 21 268 от 30 августа 1975 года) генерала Франсиско Моралеса Бермудеса. Сменил Бермудеса на посту премьер-министра страны и военного министра как представитель военной хунты. После отставки в январе 1976 года некоторое время вновь занимал пост Генерального контролёра Республики.
Скончался в 1989 году в Лиме.